# Gregor Virant

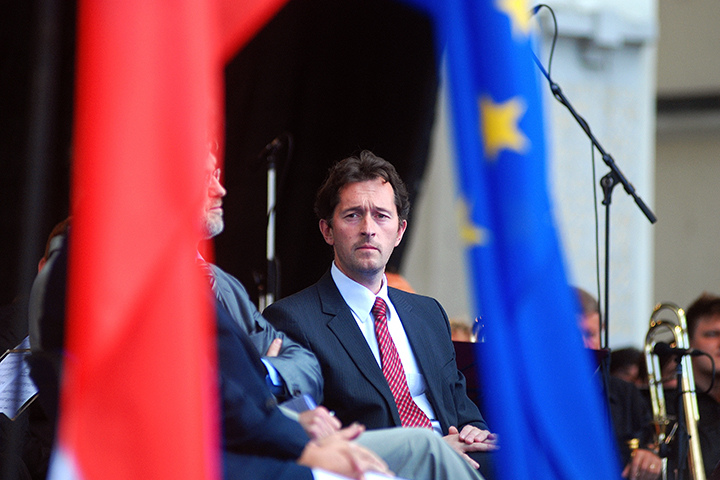
Gregor Virant (2010)

Gregor Virant (* 4. Dezember 1969 in Ljubljana) ist ein slowenischer Verwaltungswissenschaftler und Politiker.

## Leben
Er studierte Rechtswissenschaft an der Universität Ljubljana, wo er 1998 mit einer Arbeit über Enteignung und Beschränkung der Eigentumsrechte zugunsten des Allgemeinwohls promovierte. Er arbeitete zunächst für das Verfassungsgericht der Republik Slowenien; von 2000 bis 2004 war er Staatssekretär im Innenministerium.
Nach der Parlamentswahl 2004 erhielt er in der Regierung von Janez Janša das Ministeramt im neugeschaffenen Ministerium für öffentliche Verwaltung. In der Regierung von Ministerpräsident Janša galt Virant als „liberales Aushängeschild“. Nach der Wahlniederlage Janšas bei der Parlamentswahl 2008 wurde Irma Pavlinič Krebs Virants Nachfolgerin. Virant ist seither als Assistenzprofessor an der Verwaltungsfakultät der Universität Ljubljana tätig.
Bei der vorgezogenen Parlamentswahl 2011 trat Virant als Spitzenkandidat der neugegründeten Bürgerliste Gregor Virants an, die der politischen Mitte zugerechnet wird. Er gehört seither dem Parlament an. Er wurde am 22. Dezember 2011 zum Parlamentspräsidenten gewählt; von diesem Amt trat er im Januar 2013 zurück, sein Nachfolger wurde der Sozialdemokrat Janko Veber. 2013 bis 2014 war Virant Innenminister in der Regierung von Alenka Bratušek.